# Anatopynia fuegiana
Anatopynia fuegiana är en tvåvingeart som beskrevs av Edwards 1931. Anatopynia fuegiana ingår i släktet Anatopynia och familjen fjädermyggor. Inga underarter finns listade i Catalogue of Life.